# Episodi di Sissi (serie televisiva 2021) (seconda stagione)
La seconda stagione della serie televisiva Sissi (Sisi), composta da 6 episodi, è stata distribuita in Germania sul servizio di streaming RTL+ il 16 dicembre 2022 e trasmessa sulla rete televisiva RTL il 27 e il 28 dicembre 2022. In Austria è andata in onda il 27 e il 28 dicembre 2022 su ORF 1.
In Italia la stagione è andata in onda in prima serata su Canale 5 dal 28 dicembre 2022 al 4 gennaio 2023 con il titolo di Sissi - Atto secondo.
| n° | Titolo originale | Titolo italiano | Pubblicazione Germania | Prima TV Italia  |
| -- | ---------------- | --------------- | ---------------------- | ---------------- |
| 1  | Episode 1        | Episodio 1      | 16 dicembre 2022       | 28 dicembre 2022 |
| 2  | Episode 2        | Episodio 2      | 16 dicembre 2022       | 28 dicembre 2022 |
| 3  | Episode 3        | Episodio 3      | 16 dicembre 2022       | 30 dicembre 2022 |
| 4  | Episode 4        | Episodio 4      | 16 dicembre 2022       | 30 dicembre 2022 |
| 5  | Episode 5        | Episodio 5      | 16 dicembre 2022       | 4 gennaio 2023   |
| 6  | Episode 6        | Episodio 6      | 16 dicembre 2022       | 4 gennaio 2023   |

## Episodio 1
- Titolo originale: Episode 1
- Diretto da: Sven Bohse e Miguel Alexandre
- Scritto da: Andreas Gutzeit, Elena Hell e Robert Krause

### Trama
Nel 1858 nacque il tanto atteso erede maschio al trono, Rodolfo d'Asburgo-Lorena, unico futuro imperatore per il trono d'Austria. 
Marie, figlia di Fanny, che in realtà si chiamava Franziska von Lotty, venne accettata a corte, nonostante il parere contrario di Sophie, ma iniziò presto a fare domande sulla morte di sua madre: le disse che lei morì a causa di una malattia.
Otto von Bismarck rivendicò nella confederazione tedesca il consenso al Kaiser Francesco Giuseppe I d'Austria. 
Il Kaiser volle impedire una guerra logorante con la Prussia, quindi si recò in Francia, a Biarritz, insieme alla moglie Elisabetta I Sissi, per incontrare Napoleone III di Francia. 
Mentre la moglie del Kaiser Elisabetta I Sissi, tentò di conquistare l'amicizia di Eugenia de Montijo, contessa di Teba. imperatrice dei francesi e moglie di Napoleone III di Francia, fu cercato quel sostegno, sfavorendo però Otto von Bismarck, e senza sapere che quest'ultimo, che lo aveva già anticipato, aveva chiesto a Napoleone III di Francia la neutralità, nel conflitto. 
Alla fine il Kaiser ricevette un aiuto da Napoleone III di Francia e ottenne un prestito dalla banca nazionale francese.
A Biarritz in Francia, la moglie del Kaiser incontrò il conte ungherese Gyula Andrássy. In tale occasione si consolidò un rapporto di stima e reciproco rispetto che non fu ignorato.
Dopo aver appreso da Napoleone III di Francia che anche Otto von Bismarck aveva incontrato il conte ungherese Gyula Andrássy, il Kaiser Francesco Giuseppe I decise di favorire questo legame, tra il conte ungherese e sua moglie, per cogliere meglio la posizione politica dell'Ungheria, in previsione di un eventuale conflitto con la Prussia da scongiurare. Il Kaiser consorte inviò allora la moglie Elisabetta I Sissi in Ungheria.
- Ascolti Italia: telespettatori 2 279 000 – share 13,90%[4].

## Episodio 2
- Titolo originale: Episode 2
- Diretto da: Sven Bohse e Miguel Alexandre
- Scritto da: Andreas Gutzeit, Elena Hell e Robert Krause

### Trama
Mentre Otto von Bismarck preparava le spedizioni di armi in Ungheria, la moglie del Kaiser Elisabetta I Sissi, accompagnata dalla contessa ungherese Esterházy, si recò lì per incontrare Gyula Andrássy. 
Elisabetta I Sissi, moglie del Kaiser, volle impedire una guerra contro la Prussia. Il conte ungherese Gyula Andrássy, che si trovava in Francia a Biarritz, confessò che Otto von Bismarck aveva cercato di favorire un'alleanza tra l'Ungheria e la Prussia promettendo a loro armi moderne. 
Egli affrontò la questione con la moglie, sulla povertà della popolazione ungherese, per la quale fu attribuita la responsabilità solo all'Austria. 
La moglie del Kaiser promise al conte ungherese Gyula Andrássy 20 milioni di fiorini di aiuto per alleviare e sostenere i bisogni maggiori.
Ma dopo che Marie diede fuoco al letto e chiamò sua madre Fanny (vero nome Franziska von Lotty), Sophie era già intenzionata a cacciarla dalla corte, il Kaiser però decise per il contrario e la fece restare. Il Kaiser Francesco Giuseppe I apprese, poi da un trafficante d'armi, di aver consegnato 30 000 pezzi di un fucile a caricamento rapido, come la Prussia aveva richiesto.
Egli venne a conoscenza della notizia che Ludovico di Baviera aveva respinto la sua richiesta e che a lui non era più consentito di utilizzare la sua ferrovia per il trasporto di truppe. Il Kaiser Francesco Giuseppe I d'Austria allora decise di recarsi in Baviera per parlare con suo suocero Max di Baviera e convincere il cugino di Elisabetta I Sissi, Ludovico. La moglie Elisabetta I Sissi cadde in un'imboscata durante una festa nella tenuta di Andrássy.
- Ascolti Italia: telespettatori 2 279 000 – share 13,90%[4].

## Episodio 3
- Titolo originale: Episode 3
- Diretto da: Sven Bohse e Miguel Alexandre
- Scritto da: Andreas Gutzeit, Elena Hell e Robert Krause

### Trama
In Ungheria, Elisabetta I Sissi e l'ungherese Gyula Andrássy furono rapiti dagli insorti, guidati da Ödön Körtek, e l'esercito austriaco fu informato dell'incidente tramite la contessa ungherese Esterházy. Otto von Bismarck di Prussia sostenne Körtek con le consegne di armi. La moglie promise di sostenere Körtek anche con gli aiuti di emergenza, ma quest'ultimo non sembrò interessato e accettò solo la corona di Santo Stefano.
Il Kaiser si recò a Possenhofen in Baviera per incontrare Max di Baviera. Lui venne a sapere da Marie che la moglie Elisabetta I Sissi "si sentiva a corte come se indossasse un corsetto troppo stretto che le soffocava il respiro". 
Max di Baviera inizialmente si rifiutò di sostenere il Kaiser, perché non voleva aiutarlo a combattere una guerra. 
Dopo che la duchessa Elena, fece appello alla coscienza di Max, il Kaiser si recò a Monaco di Baviera per vedere Ludovico, fargli cambiare idea e per consentire di ricevere di nuovo il suo sostegno. 
Nel frattempo, il conte Grünne e la contessa ungherese Esterházy cercarono di liberare la moglie del Kaiser, Elisabetta I Sissi, dalle grinfie dei ribelli.
- Ascolti Italia: telespettatori 2 129 000 – share 12,80%[5].

## Episodio 4
- Titolo originale: Episode 4
- Diretto da: Sven Bohse e Miguel Alexandre
- Scritto da: Andreas Gutzeit, Elena Hell e Robert Krause

### Trama
Elisabetta I Sissi e Gyula Andrássy giunsero in Austria, a Vienna dopo essere fuggiti dalla prigionia, per mano dei ribelli. 
Otto von Bismarck insistette nelle sue richieste e pose una condizione che se non soddisfatte, lui avrebbe inviato  260 000 uomini in guerra contro l'Austria.
La moglie del Kaiser temette di perdere la fiducia del marito, dell'Ungheria e del Parlamento, riferì del suo rapimento e dei due giorni di reclusione, ma il marito non fu informato, per volere di Sophie. Fu disposto che il Kaiser stava valutando le richieste di Andrássy.
Marie continuò a sollecitare la moglie del Kaiser per conoscere la verità sulla morte di sua madre, raccontò nella relazione al Kaiser, di un bacio tra sua moglie e il conte, perché avrebbe sentito una conversazione su questo.
- Ascolti Italia: telespettatori 2 129 000 – share 12,80%[5].

## Episodio 5
- Titolo originale: Episode 5
- Diretto da: Sven Bohse e Miguel Alexandre
- Scritto da: Andreas Gutzeit, Elena Hell e Robert Krause

### Trama
Gyula Andrássy fu cacciato dalla fattoria per un impeto di gelosia. Il Kaiser non rispose alle richieste del conte, dichiarò guerra a Otto von Bismarck ed entrò lui stesso in battaglia. 
Elisabetta I Sissi, moglie del Kaiser, riuscì a confessare a Marie che sua madre era in contatto con i ribelli, per cui lei fu condannata a morte per impiccagione e giustiziata. Allora Marie fuggì e andò al fronte anche lei.
In Ungheria, Gyula Andrássy e gli insorti, sotto il ribelle Ödön Körtek, giunsero ad un accordo sulla parte da prendere nella guerra tra Prussia e Austria. Mentre il conte ungherese consigliò alla moglie del Kaiser una maggiore indipendenza per il Parlamento, Ödön Körtek preferì Otto von Bismarck.
La pestilenza di colera minacciava di diffondersi a Vienna, fu ordinato alla popolazione di far bollire l'acqua, prima di bere, dopo che John Snow ottenne un successo a Londra in Inghilterra. 
Nella guerra contro la Prussia, l'esercito austriaco ricevette un inaspettato sostegno dagli ungheresi, il conte Andrássy venne ferito e portato in un ospedale di Vienna in Austria e loro trascorsero una notte appassionata.
Dopo che la decisiva battaglia tra Austria e Prussia a Königgrätz nella Repubblica Ceca fu imminente, la moglie del Kaiser Elisabetta I Sissi si recò da Otto von Bismarck con la madre, la duchessa Sophia Ludovica di Baviera, per negoziare. 
La moglie del Kaiser Elisabetta I Sissi parlò con Napoleone III di Francia per il sostegno finanziario delle truppe e volle una risoluzione, lontano dal campo di battaglia. 
Otto von Bismarck ricette una lettera con informazioni al riguardo.
- Ascolti Italia: telespettatori 2 060 000 – share 12,70%[6].

## Episodio 6
- Titolo originale: Episode 6
- Diretto da: Sven Bohse e Miguel Alexandre
- Scritto da: Andreas Gutzeit, Elena Hell, Robert Krause e Svenja Rasocha

### Trama
La battaglia di Königgrätz nella Repubblica Ceca nel 1866 fu decisa a favore dei prussiani, l'Austria perse la guerra, si registrarono 15 000 morti. Il Kaiser tornò in Austria a Vienna, malato. 
Dopo la sconfitta in battaglia, l'Austria lasciò la confederazione tedesca e il Kaiser accettò di concedere all'Ungheria un'indipendenza maggiore. 
La moglie del Kaiser Elisabetta I Sissi, si recò a Buda in Ungheria, con procura, insieme alla contessa ungherese Esterházy per sottoporre alla Dieta l'offerta di una doppia monarchia con diritti speciali per l'Ungheria. La maggioranza decise di accettare tale offerta e la condizione fu l'incoronazione a re, con la corona di Santo Stefano.
Il Kaiser Francesco Giuseppe I d'Austria consegnò a Napoleone III di Francia il piano di rimborso dei suoi debiti. 
In Ungheria Elisabetta I Sissi incontrò il povero Körtek che soffriva di colera, il quale le chiese di ottenere l'approvazione dei piani imperiali per la doppia monarchia, in cambio di un gesto: un bacio che doveva concedere per ricevere una rivelazione, di dove fosse nascosta la corona di Santo Stefano. In seguito a questo episodio, la moglie del Kaiser Elisabetta I Sissi però si ammalò anche lei, ma guarì presto dalla malattia di colera. Il Kaiser la sollevò da tutti i doveri e poi fu incoronato re d'Ungheria nel 1867.
- Ascolti Italia: telespettatori 2 060 000 – share 12,70%[6].